# Rondonópolis Esporte Clube
Il Rondonópolis Esporte Clube, noto anche semplicemente come Rondonópolis, è una società calcistica brasiliana con sede nella città di Rondonópolis, nello stato del Mato Grosso.

## Storia
Il club è stato fondato il 10 dicembre 2006. Il Rondonópolis ha vinto la Copa Governador de Mato Grosso nel 2013, dopo aver sconfitto in finale un altro club della stessa città, l'União Rondonópolis. Ha partecipato alla Coppa del Brasile nel 2014, dove è stato eliminato al primo turno dal CRB.

## Palmarès

### Competizioni statali
- Copa Governador de Mato Grosso: 1

2013